# Veia microsticta
Veia microsticta là một loài bướm đêm trong họ Erebidae.